# Фурне (Калвадос)
Фурне (фр. Fournet) насеље је и општина у северној Француској у региону Доња Нормандија, у департману Калвадос која припада префектури Лисје.
По подацима из 2011. године у општини је живело 58 становника, а густина насељености је износила 19,4 становника/km². Општина се простире на површини од 2,99 km². Налази се на средњој надморској висини од 150 метара (максималној 154 m, а минималној 85 m).

## Демографија
| 1962. | 1968. | 1975. | 1982. | 1990. | 1999. | 2011. |
| ----- | ----- | ----- | ----- | ----- | ----- | ----- |
| 30    | 38    | 38    | 31    | 43    | 43    | 58    |

График промене броја становника у току последњих година